# Lawrence megye (Alabama)
Lawrence megye az Amerikai Egyesült Államokban, azon belül Alabama államban található. Az Alabama északnyugati részén található Lawrence megye volt Jesse Owens olimpikon szülőhelye és gyermekkori otthona , aki Oakville közösségében élt. A megye ad otthont a nagy őskori föld halmoknak is, amelyeket a mississippi hagyományokhoz tartozó indiánok építettek . A megyét egy választott öttagú bizottság irányítja, és magában foglalja Moulton bejegyzett közösségeit. Megyeszékhelye és legnagyobb városa Moulton. Lakosainak száma 33 073 fő (2020. április 1.). Lawrence megye Limestone, Colbert, Morgan, Lauderdale, Winston, Franklin és Cullman megyékkel határos.

## Történet
Az eredetileg Blount megyéhez tartozó Lawrence megyét Alabama területi törvényhozásának törvénye hozta létre 1818. február 6-án, közel egy évvel Alabama állammá válása előtt. A megyét az 1814-es Fort Jackson-i szerződésben , valamint az 1816-os Turkey Town-szerződésben az Egyesült Államoknak átengedett egykori Chickasaw földekből hozták létre. Lawrence megyét James Lawrence kapitányról nevezték el, egy vermonti haditengerészeti hősről, aki a háborúban harcolt. A legkorábbi telepesek Georgiából, Tennessee-ből és a Carolinából érkeztek a megyébe, majd később telepesek Kentuckyból és Virginiából érkeztek. Az első települések és városok közé tartozott Melton's Bluff (már nem létezik), Oakville, Town Creek és Moulton.
Melton's Bluff ideiglenes megyeszékhelyként szolgált 1820-ig, amikor is a központibb elhelyezkedésű Moulton lett az állandó megyeszékhely. Az első bíróság épülete egy faház volt, amelyet 1859-ben tűz pusztított el. A második bíróság egy kétszintes, téglaépület volt, amelyben négy iroda, két esküdtszéki szoba és egy tárgyalóterem volt. Az épületet a polgárháború idején kórházként használták . 1936-ban a második bírósági épületet lebontották, hogy helyet adjon a jelenlegi bíróságnak, amely nagyobb és modernebb, és 1936 óta többször is felújításon esett át. 1871-ben Lawrence megye Town Creektől nyugatra fekvő része megszavazta, hogy elválik a megyétől, mert a megyei önkormányzat nem építene hidakat Town Creeket a megye többi részével összekötve, így megnehezítené a Town Creektől nyugatra élők számára a Moultonba való eljutást. Végül ez a terület Colbert megye részévé vált .
2011. április 27-én egy hatalmas, hosszan tartó vihar sújtotta az Egyesült Államok délkeleti részét, amely számos erős tornádót okozott. Több mint 250 embert öltek meg Alabamában, köztük 14 embert a Lawrence megyei Chaleybeate (3), Hillsboro (1), Langtown (2), Mt. Moriah (2), Moulton (1) és Mount Hope (5) közösségekben. ).

## Népesség
A 2020-as népszámlálási becslések szerint Lawrence megye lakossága 32 969 volt. A válaszadók 78,2 százaléka fehérnek, 10,7 százaléka afroamerikainak, 4,4 százaléka két vagy több rasszúnak, 6,0 százaléka amerikai indiánnak, 2,3 százaléka spanyol származásúnak, 0,1 százaléka őshonos hawaiinak és más csendes-óceáni szigetlakónak és 0,1 százaléka  ázsiainak vallotta magát.A megyeszékhely Moulton Lawrence megye legnagyobb városa, becsült lakossága 3237. További jelentős lakossági központok: Courtland , Hillsboro , North Courtland és Town Creek . A háztartások medián jövedelme 47 125 dollár volt, szemben az állam egészére vonatkozó 52 035 dollárral, az egy főre jutó jövedelem pedig 24 779 dollár volt, szemben az állam egészének 28 934 dollárjával.
A megye népességének változása:
| Lakosok száma | 34 309 | 34 055 | 33 777 | 33 587 | 33 115 | 33 073 |
|               | 2010   | 2011   | 2012   | 2013   | 2015   | 2020   |

## Gazdaság
A korai telepesek elkezdték művelni a Tennessee folyóval határos termékeny földeket, amely a megye egyetlen része volt amely alkalmas volt a nagyüzemi gyapottermeléshez . A megye dombos belsejét általában kisbirtokosok népesítették be, és bő kis patakokon keresztül lehetett megközelíteni. Néhány gazda szarvasmarhát, disznót és juhot is tenyészt. Az 1930-as években a Tennessee Valley Authority egy sor zsilipet és gátat épített a Tennessee folyón, így széles körben elérhetővé és olcsóvá téve az áramot. Ez Lawrence megye gazdaságában a mezőgazdaságról és az erdészetről az iparra és a feldolgozóiparra váltott át.

## Foglalkoztatás
A 2020-as népszámlálási becslések szerint Lawrence megyében a munkaerő a következő ipari kategóriák között oszlik meg:
```
Feldolgozóipar (24,1 százalék)
Oktatási szolgáltatások, valamint egészségügyi és szociális segélyek (22,8 százalék)
Kiskereskedelem (11,8 százalék)
Építőipar (8,3 százalék)
Szállítás és raktározás, valamint közművek (6,6 százalék)
Szakmai, tudományos, gazdálkodási, valamint adminisztratív és hulladékgazdálkodási szolgáltatások (5,6 százalék)
Művészetek, szórakoztatás, rekreáció, valamint szállás- és étkezési szolgáltatások (4,7 százalék)
Pénzügy és biztosítás, valamint ingatlan, bérbeadás és lízing (4,3 százalék)
Egyéb szolgáltatások, kivéve a közigazgatást (3,6 százalék)
nagykereskedelem (3,4 százalék)
Közigazgatás (2,7 százalék)
Mezőgazdaság , erdőgazdálkodás , halászat és vadászat , valamint kitermelő (1,1 százalék)
Információ (1,0 százalék)
```

## Oktatás
A Lawrence megyei iskolarendszer 16 általános és középiskolát felügyel. Három magániskola működik.

## Földrajz
Lawrence megye közel 700 négyzetmérföldet foglal magában. A megye északi háromnegyede a Highland Rim fiziográfiai szakaszán , míg a megye déli egynegyede a Cumberland-fennsík fiziográfiai szakaszán belül található . A Warrior Coal Field Plateau Coal régiójának egy része a megye déli részén található. Lawrence megyét Lauderdale és Limestone megye, valamint a Tennessee folyó északon, Morgan megye keleten, Winston megye délen, Franklin megye nyugaton, Colbert megye és Town Creek pedig északnyugaton határolja .
A megyét tölgyesek és fenyvesek tarkítják, a tájat mészkő völgyek és felföldek, valamint néhány síkság alkotja. A Tennessee folyó és a Wheeler-tó Lawrence megye északi határa mentén húzódik, és a folyó mellékfolyói az egész megyén át folynak. A Tennessee folyót a biológiailag legváltozatosabb folyók közé sorolják az egész Egyesült Államokban, számos hal- és kagylófaj veszélyeztetett. A folyó számos gazdasági és rekreációs lehetőséget kínál Lawrence megye számára. A Black River folyó több kisebb mellékfolyója található a megye déli részén.
A 72-es számú US Highway Lawrence megye fő közlekedési útvonala, és összeköti a megyét Huntsville gazdasági központjával . A 72-es US Highway kelet-nyugati irányban halad át a megye északi részén. A Courtlandben található Lawrence megyei repülőtér a megye egyetlen nyilvános repülőtere .

## Események és látnivalók
Lawrence megyében számos kikapcsolódási lehetőség kínálkozik. A megye déli része magában foglalja a William B. Bankhead Nemzeti Erdő egy részét , amely 180 000 hektárnyi blöffökkel, kanyonokkal, vízesésekkel és tavakkal rendelkezik. Az erdőn belül négy rekreációs terület kínál lehetőséget a látogatóknak túrázásra, táborozásra, úszásra és lovaglásra. A Joe Wheeler Állami Park egy 2500 hektáros része a megye északi határán fekszik. A park látogatói számos tevékenységben vehetnek részt, beleértve a kempingezést, teniszezést, csónakázást, úszást, piknikezést és túrázást. A Lawrence megyében található egyéb szabadtéri rekreációs területek közé tartozik a Doublehead Resort and Lodge, a Mallard Creek rekreációs terület, valamint a Moulton, Courtland és Town Creek városi parkjai.
Az oakville-i Jesse Owens Emlékpark és Múzeum népszerű látnivaló. Egy nyolc láb magas, egy tonnás bronz Owens szobor áll a park közepén, amely magában foglal egy látogatóközpontot, egy múzeumot, egy olimpiai méretű pályát, egy sétaútvonalat, valamint az 1936-os olimpiai fáklya és Owens gyermekkorának tárgyait. Minden év májusának harmadik szombatján Moulton ad otthont a Jesse Owens Memorial Run-nak, amely 2000 futót vonz, egy mérföldes és két mérföldes futásra.
Az Oakville Indian Mounds egy másik népszerű látnivaló a megyében. A komplexumban található egy 2000 éves erdei korabeli halom, egy koppenai korabeli temetkezési halom, valamint egy hagyományos hétoldalas Cherokee Tanácsház mintájára kialakított múzeum. A múzeumban található egy 12 láb magas Sequoyah fából készült szobor , valamint több ezer műtárgy. Hillsboróban a látogatók megtekinthetik a Pond Spring-et , Joe Wheeler konföderációs tábornok ültetvényét és otthonát . Az ingatlant az Alabama Történeti Bizottság üzemelteti , és az otthon eredeti bútorokat, porcelánt, egyenruhákat, katonai érmeket, portrékat, polgárháborús emlékeket és egyéb családi tárgyakat tartalmaz. A környező területen egy régi gerendaház és a családi temető található.
A Wheeler otthonától nem messze a látogatók ellátogathatnak Courtland történelmi városába, amely a Történelmi Helyek Nemzeti Nyilvántartásába került. A város építményei közel két évszázadot átfogó építészeti stílusok széles skáláját kínálják a látogatóknak. Az idelátogatók részt vehetnek egy önvezető autós túrán a kerületben, vagy csatlakozhatnak egy vezetett gyalogtúrán minden szombaton az emléknap és július negyedike között.